# Victor (Heermeister)
Flavius Victor war ein römischer Heermeister (magister militum) im 4. Jahrhundert n. Chr.

## Leben
Victor war Sarmate und galt als strenggläubiger Katholik. Unter Kaiser Constantius II. hatte er im Osten gedient, unter dessen Nachfolger Julian, der die traditionellen Götterkulte bevorzugte, bekleidete Victor das Amt eines comes und begleitete den Kaiser auch auf dessen Persienfeldzug im Frühjahr 363. Nach anfänglichen Erfolgen – das römische Heer stieß bis zur persischen Hauptstadt Ktesiphon vor – wurden die Römer jedoch von den Persern abgedrängt. Am 26. Juni starb Julian infolge einer Kampfverletzung und ließ das Heer damit führungslos zurück.
Die Wahl eines Nachfolgers fiel einem Offizierskollegium zu, das neben Victor auch Dagalaifus (er war zusammen mit Victor Kommandeur der Nachhut gewesen), Nevitta und Arinthaeus umfasste. Nevitta und Dagalaifus waren Heiden und bekennende Juliananhänger, die unter ihm bereits in Gallien gedient hatten, während Victor und Arintheus beide als Offiziere unter Constantius gedient hatten und zudem Christen waren. In gewisser Weise symbolisierten die vier Offiziere die Spaltung des Heeres, die offenkundig geworden war, nachdem Julian 361 größere Kontingente des gallischen Feldheeres mit nach Osten gebracht hatte, und die der Kaiser in seiner kurzen Regierungszeit nicht hatte überbrücken können. Schließlich einigte man sich aber auf den Gardeoffizier und Christen Jovian, für den Victor sich maßgeblich eingesetzt hatte.
Jovian musste einen unrühmlichen Frieden mit dem persischen Großkönig Schapur II. schließen, der den Persern umfangreiche Territorien in Mesopotamien zugestand; der neue Kaiser verstarb jedoch bereits 364. Victor diente in der Folgezeit als magister peditum unter Kaiser Valens, in dessen Auftrag er gegen die Perser kämpfte und 369 mit den Goten verhandelte. Im selben Jahr bekleidete er auch das Konsulat.
Victor nahm an der Schlacht von Adrianopel teil, in der das römische Heer gegen die gotischen Terwingen eine vernichtende Niederlage erlitt und Kaiser Valens fiel. Er selbst konnte sich mit seinen Truppen zurückziehen und Gratian, den Neffen des Valens und Kaiser im Westen, über die Niederlage informieren. Auch in der Folgezeit war er offenbar weiterhin als magister peditum praesentalis tätig, vielleicht bis zum vorläufigen Ende des Gotenkriegs im Jahr 382. Anschließend verlebte Victor seine letzten Lebensjahre zusammen mit seiner Frau im Osten des Reiches, zumeist in Antiochia.
Victor war mit der Tochter der arabischen (sarazenischen) Herrscherin Mauia verheiratet.